# Amleto
Amleto ist eine lyrische Tragödie in vier Akten des italienischen Komponisten Franco Faccio, beruhend auf der Tragödie Hamlet von William Shakespeare. Die Originalfassung des Werks wurde in italienischer Sprache vertont, das Libretto stammt vom Komponisten und Librettisten Arrigo Boito.

## Werk
Die Uraufführung im Teatro Carlo Felice von Genua fand erfolgreich am 30. Mai 1865 statt. Danach erlebte das Werk im 19. Jahrhundert nur mehr eine einzige Aufführung im Jahr 1871 am Teatro alla Scala in Milano, dirigiert vom Komponisten. Dort fiel das Werk durch – vor allem deshalb, weil der Hauptdarsteller indisponiert und kaum zu hören war.
Die Wiederentdeckung des Amleto erfolgte im Jahr 2002 durch den Komponisten und Dirigenten Anthony Barrese, der das Werk rekonstruierte und im Oktober 2014 konzertant in Baltimore (Maryland) und szenisch an der Opera Southwest von Albuquerque (New Mexico) vorstellte. Die erste europäische Aufführung seit 1871 wurde am 20. Juli 2016 bei den Bregenzer Festspielen mit Jubel des Publikums und hymnischen Kritiken beantwortet.

## Handlung

### Erster Akt
Teil 1
Während das Volk den neuen König Claudius von Dänemark feiert (Viva il Re!), beklagt Prinz Hamlet den Tod seines Vaters und die rasche Heirat seiner Mutter Gertrude innerhalb eines Monats mit dem Bruder des Verstorbenen (Ah si dissolva quest’abbietta forma di duolo e colpe!). Er entzieht sich den Festlichkeiten. Ophelia, die Verlobte des Prinzen, nähert sich ihm zärtlich und erinnert ihn an die Kraft der Liebe (Dubita pur che brillino degli astri le carole). Der Hof, die Königin und der neue König feiern ausgelassen. Abseits Horatio und Marcellus, Freunde Hamlets, berichten diesem, dass sie den Geist von Hamlets Vater während ihrer Nachtwache umherirren gesehen haben. Die drei beschließen, in der kommenden Nacht gemeinsam auf den Geist zu warten. Das Fest geht seinen Lauf.
Teil 2
Hamlet, Horazio und Marcellus halten Wache. Der Geist erscheint und will mit Hamlet allein sprechen (Tu dêi sapere ch’io son l’anima lesa). Er enthüllt, dass der, der ihn getötet hat, sein eigener Bruder, nun seine Krone trägt (Che mi diè morde ….). Er fordert Hamlet zur Rache auf und tritt ab. Hamlet schwört Vergeltung (Angioli e Santi! inferno e ciel!) und verlangt von seinen Freunden, kein Wort über diese Begegnung zu sprechen.

### Zweiter Akt
Teil 1
Polonius, Vater der Ophelia, versucht das Königspaar davon zu überzeugen, dass Hamlets Melancholie auf dessen Liebe zu seiner Tochter zurückzuführen sei (Quand’ei qui giunga, a lui verrà mia figlia). Hamlet sinnt über Tod, Schlaf und Traum nach (Essere o non essere). Ophelia tritt auf und will Hamlet Münzen aus Gold und Silber, von ihm empfangen, zurückgeben. Er jedoch entsagt der Ehe und fordert sie auf, ins Kloster zu gehen (Fatti monachella). Ophelia ruft verzweifelt Gott an, ihn von seiner Verwirrung zu retten (Lo salva, o Signore). Sie tritt ab. Polonius kommt und berichtet von einer Truppe von Schauspielern. Hamlet beschließt, sie zu engagieren. Sie sollen ein Stück über einen Königsmord spielen, damit er beobachten kann, wie Claudius darauf reagiert.
Teil 2
Der Hof versammelt sich für das Schauspiel. Das Spiel beginnt. Hamlet beauftragt Horatio, den neuen König genau zu beobachten. Auf Frage seiner Mutter nennt Hamlet den Titel des Stückes, Die Falle (La trappola), und fragt sich selbst, wer denn die Maus sei. Und antwortet selbst, die Maus sei der König (Il sorcio è il re ….). Im Verlauf des Schauspiels gerät Claudius zunehmend in Erregung (Regina nel core). Gertrude kann das seltsame Verhalten ihres Mannes nicht nachvollziehen. Am Höhepunkt des Stücks ruft Claudius nach Licht und stürmt aus dem Saal. Hamlet schwelgt in Genugtuung. Sein Plan ist aufgegangen (Viva la trappola!).

### Dritter Akt
Teil 1
Claudius ist allein, geplagt von Gewissensqualen (O nera colpa!). Hamlet tritt ein, um Claudius zu töten. Als er ihn jedoch beten sieht, unterlässt er das Unterfangen. Ein Tod auf Knien würde ihn direkt in den Himmel bringen. Tritt ab. Claudius betet zu Gott und bittet um Vergebung (O Padre nostro – che sei nel cielo). Schließlich jedoch widerruft er Reue und Gebet, tritt ab.
Polonius fordert Gertrude auf, Hamlet zu beruhigen. Als dieser auftritt, versteckt sich Polonius hinter einem Vorhang. Hamlet und seine Mutter geraten in Streit, Hamlet bedroht sie. Als Polonius um Hilfe für die Königin ruft, wird er von Hamlet, der ihn für Claudius hält, erstochen. Nach dem Ausruf seiner Mutter (Che festi!) beschuldigt Hamlet seine Mutter, den König getötet und dessen Bruder geheiratet zu haben (Meno crudele che d’uccidere un re, madre, per poscia isposarne il fratello!). Wie im Delirium besingt Hamlet die Schwächen und Laster des Claudius (O re ladrone …  Re babbuino! …. Re pulcinella!). Der Geist erscheint und erinnert Hamlet an die Rache. Hamlet bittet um Verzeihen (Celesti spirti! o lugubre). Gertrude, die den Geist nicht sehen kann, hält ihren Sohn für verrückt.
Hamlet zieht sich zurück, Gertrude, nunmehr allein, bekennt ihre Schuld (Ah! che alfine all’empio scherno).
Teil 2
Laertes stürmt in das Schloss, das Volk tobt. Claudius will fliehen. Laertes stellt ihn und will wissen, wo sein Vater ist. Claudius gesteht dessen Tod, jedoch nicht von seiner Hand. Beide erstarren, als Ophelia, dem Wahn verfallen, auftritt. Sie singt vom Begräbnis ihres Vaters (la bara involta). Claudius setzt Laertes in Kenntnis, dass es Hamlet war, der seinen Vater tötete. Beide ab, um Hamlet zu suchen. Ophelia halluziniert. Sie glaubt, den Namen Hamlet gehört zu haben (Amleto!  Amleto! chi parlò d’Amleto?). Sie besingt die Weide, den Bach, das Geäst und geht schließlich ins Wasser.

### Vierter Akt
Teil 1
Zwei Totengräber bereiten ein Grab vor, einer von ihnen philosophiert über den Tod (Oggi a me, domani a te). Hamlet und Horatio treffen ein und unterhalten sich mit dem einen. Beim Herannahen der Trauergemeinde verstecken sich beide. Der Trauerzug trifft ein, an der Spitze der Leichnam Ophelias. Laertes verflucht Hamlet (Che Iddio scaraventi l’ardente saetta), der sich daraufhin zu erkennen gibt. Sie beginnen zu kämpfen, doch Claudius lässt sie von Wachen trennen. Hamlet bekundet seine Liebe zur Verstorbenen (Io quella morta amai). Claudius erinnert Laertes an den gemeinsamen Plan der vergangenen Nacht.
Teil 2
Ein Herold verkündet, dass Hamlet und Laertes einen sportlichen Wettkampf austragen werden (Illustri cortigiani e cavalieri). Laerte versichert Claudius, dass sein Schwert vergiftet sei und die erste Wunde Hamlet töten werde. Hamlet spricht Laertes an und entschuldigt sein Verhalten als geistige Verwirrung. Das Duell beginnt, Hamlet reklamiert einen Punkt, Laertes bestreitet. Claudius bietet Hamlet seinen Kelch an (La coppa è colma), Gertrude flüstert in ihres Mannes Ohr, sie wisse, dass der Trunk vergiftet sei. Hamlet will den Kampf beenden und lehnt den Trunk ab. Er macht einen weiteren Punkt. Claudius sieht Hamlet schon als Sieger und bietet ihm erneut den Trunk. Gertrude bemächtigt sich des Kelchs, trinkt davon und sinkt zu Boden. Während Hamlet derart abgelenkt wird, trifft ihn Laertes. Empört darob entwaffnet Hamlet seinen Gegner, tauscht die Schwerter und verwundet Laertes mit seiner eigenen Waffe. Dieser gesteht, dass er Opfer seiner eigenen List wurde, dass sein Schwert und der Kelch vergiftet waren. Laertes stirbt. Hamlet ersticht den Mörder seines Vaters, Claudius, bevor auch er selbst stirbt.

## Aufführungsgeschichte
| Amleto (Hamlet)                             | Mario Tiberini              | Mario Tiberini          | Alex Richardson   | Pavel Černoch            |
| Ofelia (Ophelia)                            | Angiolina Ortolani-Tiberini | Virginia Pozzi-Branzati | Abla Lynn Hamza   | Iulia Maria Dan          |
| Geltrude (Gertrude)                         | Elena Corani                | Marietta Bulli-Paoli    | Caroline Worra    | Dshamilja Kaiser         |
| Claudio (Claudius)                          | Antonio Cotogni             | Zenone Bertolasi        | Shannon DeVine    | Claudio Sgura            |
| Lo Spettro (Der Geist)                      | Eraclito Bagagiolo          | Ormondo Maini           | Jeffrey Beruan    | Gianluca Buratto         |
| Laerte (Laertes)                            | Napoleone Sinigaglia        | Luigi Manfredi          | Javier Gonzalez   | Paul Schweinester        |
| Polonio (Polonius)                          | Cesare Sonino               | Angelo De Giuli         | Matthew Curran    | Eduard Tsanga            |
| Orazio (Horatio)                            | Antonio Furlani             | Augusto Gabrielli       | Joseph Hubbard    | Sébastien Soulès         |
| Marcello (Marcellus)                        | Alessandro Romanelli        | Fausto Mola             | Paul Bower        | Bartosz Urbanowicz       |
| Un Sacerdote (Priester)                     |                             | Angelo De Giuli         |                   | Gianluca Buratto         |
| Un Araldo (Herold)                          | Angelo Rocca                | [ 9 ]                   |                   | Jonathan Winell          |
| Il Re Gonzaga (König Gonzaga), Schauspieler | Napoleone Sinigaglia        | Luigi Manfredi          |                   | Jonathan Winell          |
| La Regina (Königin), Schauspielerin         | Angelina Borotti            | Ferdinanda Cappelli     |                   | Sabine Winter            |
| Luciano, Schauspieler                       | Alessandro Romanelli        | Fausto Mola             |                   | Yasushi Hirano           |
| Primo Becchino (Erster Totengräber)         | Eraclito Bagagiolo          | Fausto Mola             | Matthew Curran    | Yasushi Hirano           |
| Secondo Becchino (Zweiter Totengräber)      |                             |                         |                   |                          |
| Leading Team                                |                             |                         |                   |                          |
| Dirigent                                    | Angelo Mariani              | Franco Faccio           | Anthony Barrese   | Paolo Carignani          |
| Regie                                       |                             |                         | David Bartholomew | Olivier Tambosi          |
| Bühnenbild                                  |                             |                         | Cathy Wong        | Frank Philipp Schlößmann |
| Kostüme                                     |                             |                         |                   | Gesine Völlm             |

Die Bregenzer Produktion wurde von der Oper Chemnitz übernommen (Premiere am 3. November 2018 – Titelrolle: Gustavo Pena, Musikalische Leitung: Gerrit Prießnitz)
Quellen der Besetzungslisten:

## Diskografie
- 2014: Alex Richardson (Amleto), Abla Lynn Hamza (Ofelia), Shannon DeVine (Claudio), Caroline Worra (Geltrude), Opera Southwest Chorus and Orchestra, Anthony Barrese (Dirigent). (Opera Southwest; Live-Aufnahme im National Hispanic Cultural Center vom 26. Oktober 2014)
- 2016: Pavel Černoch (Amleto), Iulia Maria Dan (Ofelia), Claudio Sgura (Claudio), Dshamilja Kaiser (Geltrude), Prager Philharmonischer Chor, Wiener Symphoniker, Paolo Carignani (Dirigent). (Live-Aufnahme bei den Bregenzer Festspielen vom 20. Juli 2016)